# Devil Lady
Devil Lady (яп. デビルマンレディー Дэбируман Рэди:, Devilman Lady, «Леди-Дьявол») — японская манга, написанная и иллюстрированная Го Нагаи на основе сюжета Devilman. Выпускалась с января 1997 по июль 2000 в журнале Morning. На основе сюжета манги был выпущен аниме-сериал из 26 серий. В период с 2003 по 2004 год было выпущено 6 DVD изданий. В 2015 году Министерство культуры Китая внесло Devilman Lady в список запрещённых «38 наименований аниме и манги».

## Манга
Дзюн Фудо — учительница, которая должна воспитывать своего младшего брата, пока их отец находится в командировке в США. Вместе со своими учениками она едет на экскурсию в другой город. Во время путешествия ей начинают сниться кошмары. Вскоре всё происходит наяву: группа демонов, мастеров боевых искусств в человеческой форме, решают изнасиловать Дзюн и других учениц-девочек, убив учеников-мальчиков. Дзюн чувствует, как разрывается её душа, и сама превращается в демона — атакует и убивает других демонов, защищая учениц. Вдруг объявляется женщина по имени Лан Асука и говорит, что именно она пробудила демона в Дзюн. Последние события и внезапное появление отца только запутывают девушку ещё больше. Профессор Фудо рассказывает, что в трущобах вот уже давно происходит странное явление: мужчины там превращаются в демонов и насилуют женщин, потом съедают их, перенимая их память и опыт жизни. Профессор Фудо не верит, что трансформация — это нечто сверхъестественное, а наоборот— следующий этап эволюции человека или же «естественный способ борьбы с перенаселением человечества». Теперь Дзюн одна из демонов и должна бороться на стороне людей против новых демонов и прочих монстров.

## Аниме
Дзюн Фудо — красивая фотомодель, у которой есть своя армия фанатов. Но в ней скрыты гены, которые станут следующим шагом в эволюции человечества. Однажды ночью на неё нападает гигантское волкоподобное существо, но в ней просыпаются скрытые гены и она превращается в дьявола и уничтожает монстра. Её берут в таинственную организацию по борьбе с нечистью. Там ей объясняют, что по непонятным причинам, вероятно генетическим, многие люди превращаются в демонов, но мало кто сохраняет рассудок, как Дзюн. Такие твари начинают охотиться на людей и пожирать их. Отныне Дзюн должна бороться с нечистью и как можно дольше контролировать свою дьявольскую сущность. Позже количество демонов возрастает до такой степени, что Токио объявляет карантин и отправляет «чистых» людей в специальную зону, а всех демонов оставляет в заброшенной зоне на произвол судьбы. Однако и среди демонов очень много тех, кто сохраняет рассудок и пытаются попасть в чистую зону. Позже для таких демонов начинают строить особые концентрационные лагеря, где с ними обращаются как со скотом, и порой они поднимают бунты. В конце справедливость торжествует и таких демонов уравнивают в правах с людьми, позволяя селиться с ними рядом.

### Отличия от манги в целом
При создании сериала многие персонажи были изменены: так, в оригинале они были более сексуальными и агрессивными. В манге очень много сцен уделялось изнасилованиям, пыткам и расчленениям, она более кровава. Также почти полностью изменён сам основной сюжет, из оригинальной манги были оставлены лишь Дзюн и Лан Асука.

## Демонология
Манга и аниме не раскрывают чёткую причину возникновения демонов. По сюжету, в середине 70-х годов японцы внезапно стали превращаться в демонов, причём с каждым годом их количество росло в геометрической прогрессии. По исследованиям учёных, причина превращения в демона лежит в особом генетическом материале, который, подобно вирусу, передаётся от человека к человеку, поражая тело и перестраивая его на клеточном уровне. После поражения у человека появляются кожные наросты, а через неделю происходит трансформация. До трансформации человека можно ещё излечить, поэтому учёные создают особую сыворотку, которая в период превращения может остановить процесс. Человек может заразиться через половой или просто физический контакт с демоном или заражённым. Как утверждает Лан, самым первым человеком, который превратился в демона, был её отец. Его гены, вероятно, мутировали и стали началом для рождения остальных демонов.
После превращения демон может принимать облик человека, однако у некоторых остаются части тела, не характерные для людей, например рога или когти. Не все демоны способны сохранять рассудок после превращения. В начале сериала было известно, что Дзюн — единственный демон, не поддавшийся своим инстинктам. Хотя, судя по тому, что большинство демонов в карантине вели себя как обычные люди, те, кто сохранил рассудок, просто скрывались среди людей.

## Список персонажей
Дзюн Фудо (яп. 不動 ジュン Фудо: Дзюн)
Сэйю: Дзюнко Ивао
Главная героиня сериала, прекрасная и знаменитая фотомодель из Токио. Таинственная женщина Лан Асука сталкивает её с оборотнем. Чтобы спасти свою жизнь, Дзюн пробуждает в себе демона и уничтожает монстра. Позже она присоединяется к тайной организации, чтобы уничтожать всех людей, которые превратились в демонов. Подчиняется Асуке. В жизни она очень тихий и робкий человек, который всегда стремится избежать лишних социальных контактов, но со своим менеджером общается открыто и дружит с начинающей моделью Кадзуми. К концу истории становится всё более независимой. У Дзюн такая же фамилия, как и у главного героя манги Devilman, написанной Го Нагаи. Внутри Дзюн живёт её альтер эго демона, полная противоположность человеческой сущности — неумолимая, агрессивная. Ночью видит хорошо и чувствует людей. Огромная сила позволяет гнуть ей железные палки без особых усилий. Может также генерировать электрические разряды и моментально уничтожать свою цель. В обличье дьявола её волосы принимают форму крыльев, тело становится сильным и на нём появляются синие полосы. При высвобождении полной силы леди-дьявол может принять гигантские формы и сражаться с Кайдзю, в такой форме она всё ещё способна сохранять свой разум. После сражения с Асукой та изгоняет её в ад, и Дзюн впитывает в себя всю энергию демонов ада. В конце истории, после победы над Лан, теряет руки.
Лан Асука (яп. アスカ 蘭 Асука Ран)
Сэйю: Каору Симамура
Член тайной организации. Она также высокопоставленный чиновник. Агрессивная, холодная и властная женщина, которая не заботится о подчинённых, но при этом старается обеспечить безопасность Дзюн. Позже выясняется, что она интерсекс и раньше представлялась мужчиной. Однажды отец Асуки стал первым человеком, превратившимся в демона, и попытался убить своего ребёнка. Теперь Асука считает, что пришла новая эра человечества и люди должны решить, станут ли они высшими существами или опустятся до зверей. Поэтому Лан стала охотиться на демонов. Ненавидит Дзюн, но позже влюбляется в неё и насилует. Асука, впитав таким образом энергию дьявола, преобразовывается в существо, похожее на ангела. При полном высвобождении силы превращается в гигантскую золотую гарпию. Может генерировать электричество и стрелять из рук шаровыми молниями. Объявляет себя во всём мире Божьим Чадом.
Кадзуми Такиура (яп. 滝浦 和美 Такиура Кадзуми)
Сэйю: Кадзуса Мураи
Начинающая модель-подросток, поклонница Дзюн. Впервые они познакомились, когда, направляясь на пробы, Кадзуми случайно прошла в служебный вход. Вскоре они становятся близкими подругами, а Кадзуми начинает относиться к Дзюн как к старшей сестре. Вскоре демоны решают отомстить за «предательство» Дзюн и нападают на семью Кадзусы, убивая её родителей. Дзюн в облике демона успевает спасти Кадзуми и берёт её под свою опеку. Позже Кадзуса узнаёт о демонической сущности Дзюн, но от этого её отношение к Дзюн не портится и она даже держит это в тайне от других. Кадзуми и Дзюн продолжают сближаться друг с другом вплоть до романтических отношений. К концу истории становится демоном, похожим на Дзюн, и спасает её. Кадзуми и Дзюн клянутся, что будут вместе навсегда, однако Кадзуми умирает, жертвуя собой ради Дзюн. К финалу истории становится, как и остальные умершие демоны, частью Дзюн.
Доктор Джейсон Бейтс (яп. ジェイソン・ベイツ Джэйсон Бэйцу)
Сэйю: Рюсэй Накао
Учёный из Америки. Работает в лаборатории «Самуэльсон» в Нью-Джерси. Отправляется в Японию, чтобы наблюдать за Дзюн и другими демонами. Джейсон приходит к выводу, что превращение в демона — это не мистическое явление и не проклятье, а новый этап эволюционного процесса. Позже, во время атаки демона на телевизионную студию, его спасает Дзюн. После и сам превращается в демона, сохраняя при этом рассудок, и становясь вторым демоном после Дзюн, способным контролировать своё сознание. Его кожа становится золотой, а на голове вырастают два огромных рога. Однако не способен принимать гига-форму.
Киёси Маэда (яп. 前田 清 Маэда Киёси)
Сэйю: Такуми Ямадзаки
Личный секретарь Асуки и водитель Дзюн. Хотя он в основном работает на Асуку, с Дзюн у него очень близкие отношения. Всегда и при любой возможности поддерживает её и пытается помочь ей настолько, насколько он может. По мере развития сюжета он узнаёт про заговор и шокирующую правду oб Асуке, за что Маэду убивают.
Тацуя Юаса (яп. 湯浅 辰也 Юаса Тацуя)
Сэйю: Наоя Утида
Модельер и агент Дзюн, который был рядом с ней, когда она шла на первые пробы. У него есть любящие жена и дочь. После превращения Дзюн в демона он начал беспокоиться о ней и позже влюбился в неё.
Сатору (яп. サトル)
Сэйю: Мами Кояма
Ребёнок, который выступает в качестве лидера клана воинственных дьяволов, желающего уничтожить человечество. Самый умный из демонов. Неоднократно побеждал Дзюн. Считает её предателем своей расы и обещает превратить её жизнь в кошмар. Хотя он появляется в 3-й серии, роль главного антагониста принимает на себя лишь в 14-й. Ненавидит людей и хочет превратить как можно больше из них в демонов, а оставшихся уничтожить. Его слуги помогают другим демонам скрываться от людей: например, так однажды спаслись друзья Кадзуми, которые ранее стали демонами. Сатору может превращаться в бабочку, левитировать, контролировать сознание и отключать электронику силой мысли. К концу сливается со своими слугами и становится гига-монстром, похожим на меха-робота из манги Mazinger Z.